# Fly540
Fly540 (eigentlich Five Forty Aviation Limited) ist eine kenianische Billigfluggesellschaft mit Sitz in Nairobi und Basis auf dem Flughafen Jomo Kenyatta International.

## Geschichte
Fly540 wurde am 24. November 2006 als erste Billigfluggesellschaft des Landes gegründet. Damals flog sie nur zwischen Mombasa und der Hauptstadt Nairobi mit einer ATR 42. Sie verband damit die Hauptstadt mit den Touristenzielen an der Ostküste rund um Mombasa. Ab 2007 führte die Gesellschaft auch erste internationale Flüge nach Tansania aus. Im Geschäftsjahr 2008 (bis 30. September) wurden 171.160 Passagiere befördert, was einen Zuwachs von 93 % gegenüber 2007 (88.571 Passagiere) entsprach. Der größte Anteilseigner von Fly540 ist mit 49 % die Lonrho Aviation (BVI) Limited. Fly540 besaß ab 2011 gleichnamige Tochtergesellschaften in Angola, Ghana und Tansania, die Regionalverkehr in diesen Staaten durchführten. Im Sommer 2012 wurde bekannt, dass Fly540 von der neugegründeten Fastjet übernommen werden sollte. Die in Angola, Ghana und Tansania ansässigen Tochterunternehmen wurden ab November 2012 an Fastjet veräußert. Anfang 2013 gerieten die Eigentümer der Fly540 und der Fastjet aufgrund von säumigen Zahlungen in Höhe von rund 6,8 Millionen US-Dollar in Streit. Aufgrund der ausstehenden Geldsumme untersagte Fly540 der Fastjet die Weiternutzung ihres Markennamens. Zudem verblieben die kenianische Gesellschaft sowie ihre Basis in Nairobi in Besitz der Fly540-Unternehmensgruppe.

## Flugziele
Fly540 führt sowohl Passagier- als auch Frachtflüge durch. Neben kenianischen Inlandsflügen werden Ziele in Ostafrika angeflogen.

## Flotte

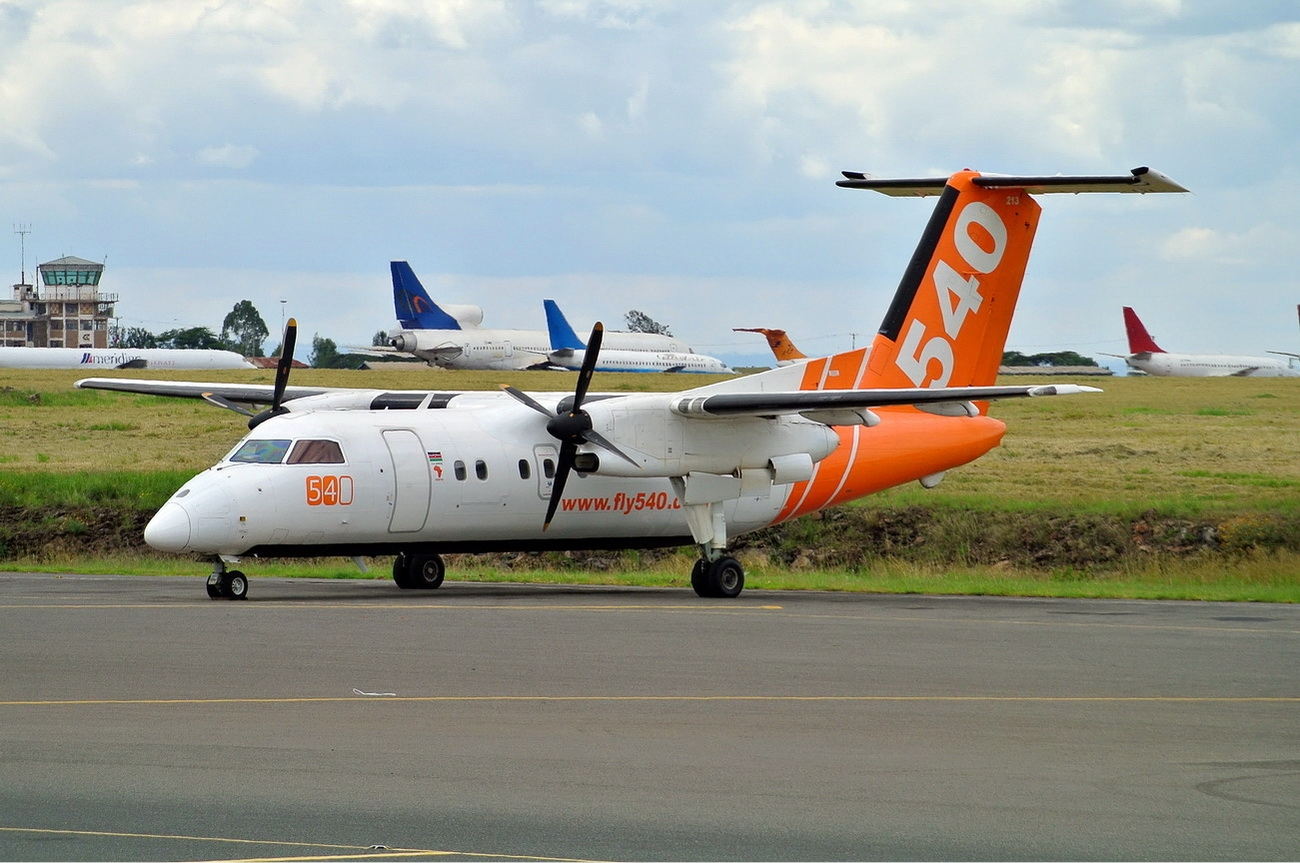
De Havilland DHC-8-100 der Fly540

Mit Stand Juli 2022 besteht die Flotte der Fly540 aus sechs Flugzeugen mit einem Durchschnittsalter von 25,4 Jahren:
| Flugzeugtyp            | aktiv | bestellt | Anmerkungen                | Sitzplätze |
| ---------------------- | ----- | -------- | -------------------------- | ---------- |
| Bombardier CRJ100      | 1     |          |                            | 50         |
| Bombardier CRJ200      | 2     |          |                            | 50         |
| De Havilland DHC-8-200 | 1     |          | eine betrieben für Fly-SAX | 37         |
| De Havilland DHC-8-100 | 1     |          | eine betrieben für Fly-SAX | 37         |
| De Havilland DHC-8-300 | 1     |          |                            | 50         |
| Gesamt                 | 6     | -        |                            |            |

## Ehemalige Flugzeugtypen
- McDonnell Douglas DC-9-10

## Zwischenfälle
- Am 13. August 2008 gegen 07:30 Uhr Ortszeit stürzte ein Frachtflugzeug vom Typ Fokker F-27-500 der Fly540 Logistics Ltd. beim Landeanflug auf den Flugplatz K50 etwa 50 km südlich von Mogadischu ab. Bei dem Absturz kamen alle drei Besatzungsmitglieder ums Leben. Das Flugzeug mit dem Luftfahrzeugkennzeichen 5Y-BVF transportierte Kath von Kenia nach Somalia.[6]